# Leroy Colquhoun
Leroy Colquhoun (* 1. März 1980) ist ein ehemaliger jamaikanischer Hürdenläufer und Sprinter.
Bei den Leichtathletik-Hallenweltmeisterschaften siegte er 2003 in Birmingham und 2004 in Budapest mit der jamaikanischen Mannschaft in der 4-mal-400-Meter-Staffel.
2005 gewann er bei den Leichtathletik-Zentralamerika- und Karibikmeisterschaften Bronze über 400 m Hürden.

## Persönliche Bestzeiten
- 400 m: 46,27 s, 13. Mai 2001, Columbia
  - (Halle): 46,16 s, 11. März 200, Fayetteville
- 400 m Hürden: 48,79 s, 25. Juni 2005, Kingston